# Lacustricola moeruensis
 Lacustricola moeruensis és un peix de la família dels pecílids i de l'ordre dels ciprinodontiformes.

## Morfologia
Els mascles poden assolir els 4 cm de longitud total.

## Distribució geogràfica
Es troba a Àfrica: República Democràtica del Congo i Zàmbia.